# Baiami volucripes
Baiami volucripes är en spindelart som först beskrevs av Simon 1908.  Baiami volucripes ingår i släktet Baiami och familjen Stiphidiidae.
Artens utbredningsområde är Western Australia. Inga underarter finns listade.